# Leonard Pospichal
Leonard Pospichal (né le 31 mai 1999) est un guitariste de rock autrichien.

## Biographie
Leonard Pospichal grandit à Seewalchen am Attersee. À 9 ans, il remporte l'European Teenage Rockstar Contest 2009. Par la suite, il fait des apparitions à des concerts d'artistes autrichiens, comme Tom Jelinek, Roman Gregory et Alkbottle. En 2010, ses deux premiers singles entrent dans les charts autrichiens. En 2011, il joue pour Melanie Drack et sa chanson Widewidewitt Bum Bum. En 2012, il publie avec le guitariste de rock suédois Robert Marcello la chanson What You Mean, qui atteint 15 000 téléchargements en Autriche. Victim of Love est la neuvième meilleure vente de singles en Autriche de l'année 2013.

## Discographie
Singles
- 2010: Body Groove (Leonard)
- 2010: Do It Baby (Leonard)
- 2011: Widewidewitt Bum Bum (Melanie Drack featuring Leonard)
- 2012: What You Mean (Leonard Pospichal & Robert Marcello)
- 2013: Victim of Love (Leonard Pospichal & Thomas Blug)